# 性行動
本項では人間の性行動（にんげん の せいこうどう、英: human sexual activity）について解説する。
性行為、人間の性的活動、人間の性的行為または人間の性的行動は、人間がセクシュアリティを経験し表現する方法。人々はさまざまな頻度のパターンで、単独で行われる活動（例、マスターベーション）から他の人との行為（例、性交、非性交セックス、オーラルセックスなど）まで、さまざまな理由でさまざまな性行為に至る。性的活動は通常、覚醒した人の性的興奮と生理学的変化をもたらし、その中には顕著なものもあれば、微妙なものもある。性行為という別の性的関心を喚起または増強することが意図されている行為や活動を行うにあたって挙げられるのはセックスライフなパートナーを見つけるか、誘致するための戦略（例えば求愛やディスプレイ（個人間の行動）または前戯またはBDSM など個人的な相互作用）を打つことである。性的活動は、性的興奮へと続く場合がある。

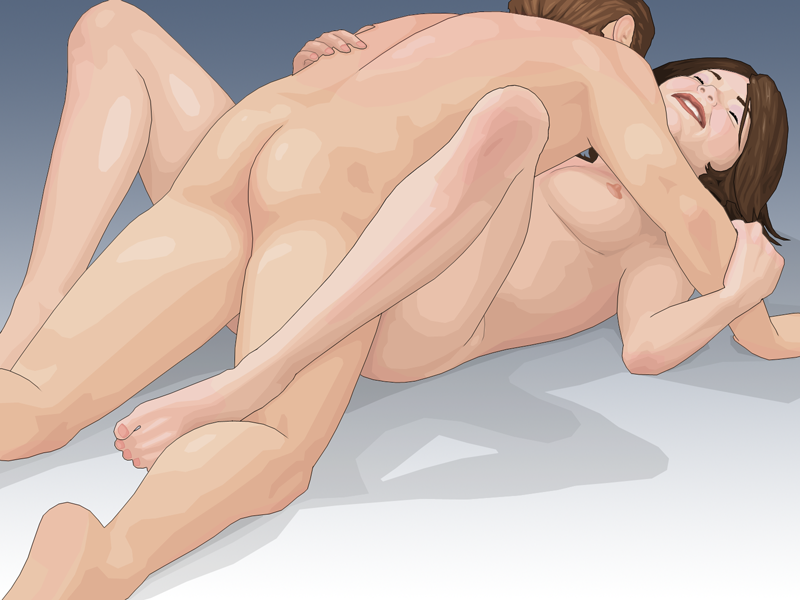
正常位での性交

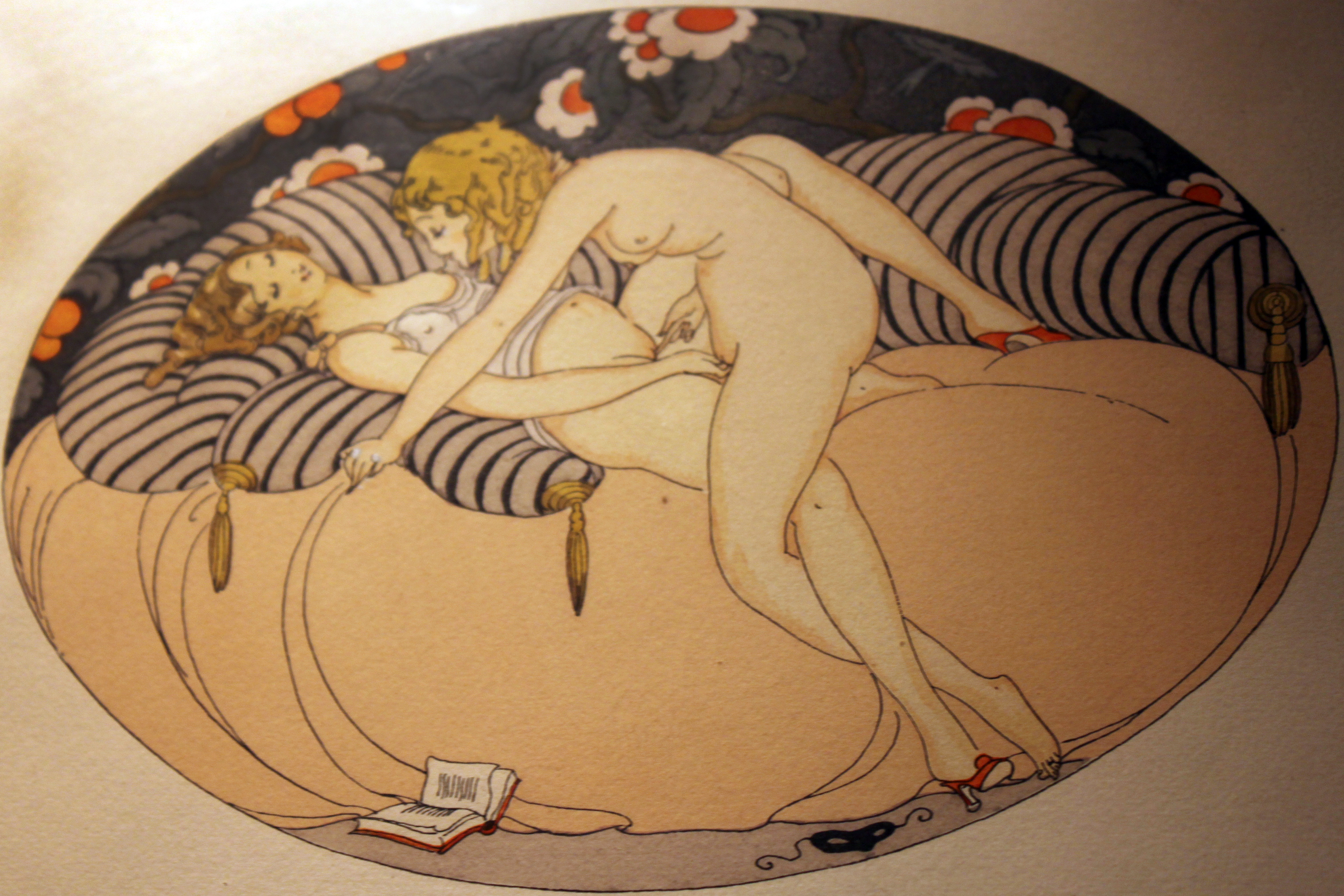
Gerda Wegenerの1925年のアートワーク「Les delassements d'Eros」（「エロスのレクリエーション」）は、2人の女性による性行為を描いている

## タイプ
性行為はいくつかの方法で分類することができそれは自慰行為などの1人（自己官能性とも呼ばれます）での行為、または膣性行為、肛門性交、オーラルセックスまたは相互オナニーなどの2人以上のを伴う行為である。二人間で性的挿入と記述することができる性交も、性行為に3人以上の参加者がいる場合、それはグループセックスと呼ばれる場合がある。自己性的性行為には、ディルド、バイブレーター、バットプラグ、その他の大人のおもちゃの使用が含まれるが、これらのデバイスはパートナーと一緒に使用することもできる。
性行為は、参加者の性別と性的指向、および参加者の関係によって分類でき、たとえば結婚関係、親密なパートナー、カジュアルなセックスパートナー、匿名の関係などがある。ほかのたとえばフェティシズム、パラフィリア、またはBDSMなどこれらの活動も含め、従来型または代替と見なすことができ、フェティシズムは、大きな胸、へそ、足の崇拝など、特定の身体部位に対する欲求からさまざまな形をとることができる。欲望の対象は、多くの場合、靴、ブーツ、ランジェリー、衣類、革またはゴム製品など。型破りな自己官能的慣行はいくつか危険な場合があるがこれらには、性的窒息および自己結合が含まれる。これらのフェティッシュのパートナーバージョン（それぞれ窒息系とボンデージ ）に従事しているときに存在する負傷または死亡の可能性も問題が発生した場合の隔離と支援の不足により、自己官能性の場合に劇的に増加していく。

## 配偶戦略
進化心理学および行動生態学では、人間の交配戦略は、個人が仲間を引き付け、選択し、保持するために使用する一連の行動としている。交配戦略は、繁殖のタイミングと子孫の量と質のトレードオフを含むより広範な行動を含む生殖戦略と重なる（ 生活史理論を参照）。
他の動物と比較して、人間の交配戦略は、結婚の制度などの文化的変数との関係において独特である。人間は、長期の親密な関係、結婚、偶然の関係、または友情を形成することを意図して個人を探すことができる。交際への人間の欲求は、人間の最も強い衝動の1つでそれは人間の本質の生来の特徴であり、性的衝動に関連している可能性がある。人間の交配プロセスには、社会的および文化的プロセスが含まれ、それによってある人が別の人と出会い、適性、求愛プロセス、および対人関係を形成するプロセスを評価する。ただし、交配行動におけるヒトと非ヒト動物の間には共通点もある（動物の性行動を参照）。

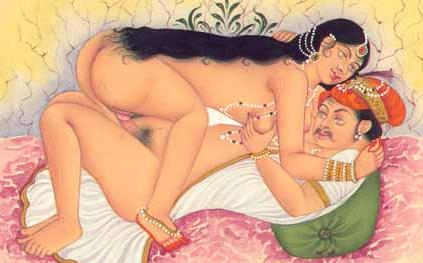
男性の上に女性を描いたこのインドのカーマスートラの図は、男性の性的興奮に対する生理学的反応の一つである男性の勃起を描いている。

## 性的刺激中の生理学的覚醒の段階
性的刺激中の生理学的反応は、男性と女性の両方でかなり似ており、4つのフェーズがある。
- 興奮期には、性器内外の筋肉の緊張と血流が増加し、心臓と呼吸が増加し、血圧が上昇する。男性と女性は、上半身と顔の皮膚に「セックスフラッシュ」を経験する。通常、女性の膣は滑らかになり、クリトリスは勃起し[5]、男性の陰茎も勃起する。
- 高原期では、心拍数と筋肉の緊張がさらに増加する。男性の膀胱が閉じて、尿と精液が混ざらないようにする。女性のクリトリスはわずかに後退し、より多くの潤滑、外側の腫れ、筋肉の引き締め、直径の縮小が生じる[5]。
- オーガズム段階では、呼吸が非常に速くなり、骨盤筋が一連のリズミカルな収縮を開始。男性と女性の両方が下骨盤筋の筋肉収縮の速いサイクルを経験し、女性はしばしば子宮と膣の収縮を経験。この経験は非常に楽しいものとして説明できるが、女性の約15％がオルガスムを経験することはなく、半数はオーガズムを装ったと報告がある[5]。大きな遺伝的要素は、女性がオルガスムを経験する頻度に関連している[5]。
- 消散段階では、筋肉が弛緩し、血圧が低下し、体が安静状態に戻る。一般的に、女性は不応期を経験せず、したがって最初の直後に追加のオルガスムまたは複数のオルガズムを経験することができると報告されているが[6][7]、さらなる性的刺激が興奮を生じないオルガスムの後の期間で[5][8]、この期間は数分から数日続く場合があり、通常女性より男性の方が長くなる[5]。

性的機能障害とは、平均的な健康な人が予測する方法で性的刺激に感情的または身体的に反応できないことでそれは性的反応サイクルのさまざまな段階、つまり欲望、興奮、オルガスムに影響を与える可能性があるが、マスメディアでは、性機能障害はしばしば男性に関連、実際には、男性（31パーセント）よりも女性（43パーセント）でより一般的に観察されている。

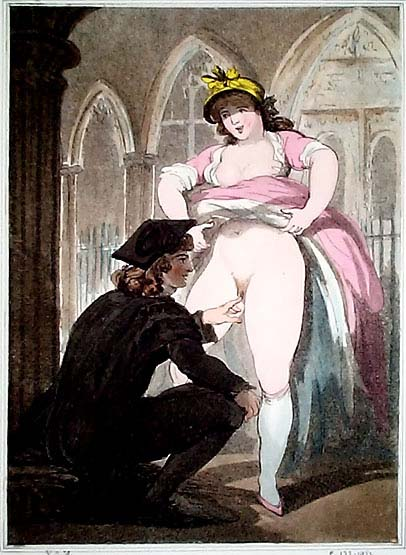
トーマスローランドソンによるエロスケッチ 描かれた性的探究

### 動機
人々は、考えられるさまざまな理由で性的活動を行う。性的活動の主な進化上の目的は生殖であるが、大学生の研究は、人々が4つの一般的な理由で性を持っていることを示唆。肉体的な魅力、感情的なつながりを増やすこと、不安を緩和するなどである。
ほとんどの人は、特にオーガズムを達成できれば、セクシュアリティの興奮に由来する喜びのため、性的活動に従事する。性的興奮は、前戯やいちゃつき、フェチやBDSMの活動、またはその他の性的活動からも経験できる。最も一般的には人々は性的魅力を感じる人によって生成された性的欲求のために性的活動に従事している。しかし、カジュアルセックスやソーシャルセックスの場合のように、他の人を惹きつけない場合に達成する身体的満足のために性的活動に従事する場合もあり時には、パートナーに対する義務や、パートナーに対する愛情、同情などのために、パートナーの性的快楽のためだけに性行為を行う場合もある。
人は純粋に金銭的な考慮のために、またはパートナーまたは活動のいずれかから何らかの利点を得るために性的活動に従事する場合もある。男性と女性は受胎の目的で性交をするかもしれないが、一方で嫌いなセックスをする人もいる。これは互いに嫌いな人やいらいらする人の間で起こり、二人の間の対立が性的緊張、魅力、関心を高めることができるという考えに関連している。
性的活動は、社会種の相互作用において大きな役割を果たすことが示されている。ジョーン・ラフガーデン Joan Roughgardenは、彼女の著書 『 Diversity、Gender、and Sexuality in Nature and People』で、他の社会種と同じことが人間にも当てはまると仮定、性的活動の目的を探求し、ペアボンディング、グループボンディング、紛争解決、生殖など、そのようなアクティビティによって促進される多くの機能があることを示している。

### 自己決定理論
調査によると、人々は自己決定理論に関連する理由で性行為も行っている。参加者が関係に関連した肯定的な感情を持っている場合、自己決定理論は性的関係にも適用できる。これらの参加者は、罪悪感を感じたり、パートナーシップに強制されたりはせず、そのため研究者は、自己決定の性的動機付けのモデルを提案している。このモデルの目的は、自己決定と性的動機づけを結びつけることで、自己決定の交際関係に関与するときに人々が性的に動機づけられる方法を説明するのに役立ち、性的動機から得られた肯定的な結果（自律性、能力、および関連性の必要性を満たす）をも結び付けている。
このモデルに関連する研究によると、自己決定された動機付けのために性的活動に従事した人々は、よりポジティブな心理的幸福を持っていることがわかり、自己決定した理由で性的活動に従事している間、参加者は充実感に対する高いニーズもあった。このニーズが満たされたとき、自分自身について気分が良くなっている。これは、パートナーとの密接な関係および関係における全体的な満足度の向上と相関している。Females also had higher satisfaction and 両者が自己決定した理由で性的活動に従事したが、男性と女性の間でいくつかの違いが見られた。女性は男性よりも自己決定した理由で性的活動に従事する動機が強いと結論付けられた。また、女性は男性よりも満足度と人間関係の質が高かった。全体として、研究では、デートのカップルが自己決定した理由で性的活動に参加した場合、心理的幸福、性的動機付け、および性的満足はすべて正の相関があると結論付けている。

## 頻度
性行為の頻度は、週に0回（性的禁欲）から15回または20回の範囲。米国では、夫婦の性交の平均頻度は週に2〜3回である。一般に、閉経後の女性は性交の頻度の低下を経験し、性交の平均頻度は年齢とともに低下することが認識されている。Kinsey Instituteによると、米国でのパートナーを持つ個人の性交の平均頻度は、年間112回（18〜29歳）、年間86回（30〜39歳）、および年間69回（40–49歳）であった。

### 青少年
1999年の学生の調査では、米国中学3年生の約40％が性交を経験したことが報告されているがこの数字は各グレードで上昇しており、調査対象の各学年では、男性は女性よりも性的面については活発であり、若い青少年の性的活動も民族性が異なっていた。アフリカ系アメリカ人とヒスパニック系の若者の割合が白人の若者よりも性的に活発であることが示されていた。
性的頻度に関する研究は、性行為に及ぶ女性の青少年に対してのみ実施されている。思春期の女性は、ポジティブな気分のために、より多くの性的活動に及ぶ傾向があった。ティーンエイジャーの女性で性行為に及ぶことは月経に関連し、年齢が高くなるにつれ前週または前日に性行為が活発であり、性行為が発生した前日または同日によりポジティブな気分となるという正の相関がみられ、性行為の減少は、前日または当日のネガティブな気分も月経に関連していた。

## 健康と安全
性的活動は本質的に生理学的な機能であるが、他の身体的活動と同様にリスクが伴う。性的活動から発生する可能性のあるリスクには、主に4つのタイプ、望ましくない妊娠、性感染症 （STI / STD）の感染、身体的傷害、および精神的傷害がある。

### 望まない妊娠
性交時や女性の外陰部と精液との接触時など、女性の膣への精液の導入を伴う性行為は、妊娠につながる可能性があるので、意図しない妊娠のリスクを低減するために、陰茎から膣への性交セックスに従事する者の避妊などは経口避妊薬、コンドーム、ダイアフラム、殺精子剤、ホルモン避妊や滅菌などを利用することができるが、妊娠を避けるためのさまざまな避妊法の有効性はかなり異なっている。

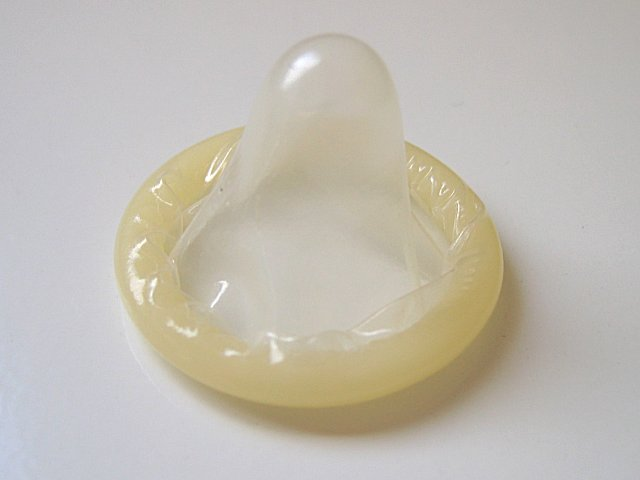
ロールアップされた男性用コンドーム

### 性感染症
皮膚と皮膚の接触、感染者の体液または粘膜への曝露を含む性行為は、性感染症に感染するリスクを伴い、たとえば無症候性（症状を示さない）の場合、性的パートナーが1つ以上のSTIを持っていることを検出できない場合がある。STIのリスクはコンドームの使用などの安全な性行為によって減らすことができるほか、両方のパートナーが、性行為を行う前にSTIの検査を受けることも選択できる。カニシラミの感染については、それを抑えるために、体液の交換は必要はない。が、カニシラミは、通常、陰部の毛に付着し、体の他の場所の粗い毛に見られることもあり（たとえば、眉毛、まつげ、あごひげ、口ひげ、胸、脇の下など）、シラミの寄生（乾癬）は、シラミが寄生している人と直接接触することで広がるのである。
なおHIV / AIDSのようないくつかのSTIは、感染した人から、出産や母乳育児を通じてIV 注射針を使用することによっても縮小できる。

### 老化
一般的に、性的関心と活動に関心を持っている年配の男性と女性の治療はお互いの愛とケアを表現する方法である。生物学的および心理的要因、病気、精神状態、関係との退屈および未亡人などの要因が、老年期における性的関心および活動の一般的な減少に寄与することがわかっている。1990年代にフィンランドで行われた全国性調査では、高齢の男性は高齢の女性に比べて性交の発生率が高く、女性は男性に比べて性的欲求の欠如を報告する可能性が高いことが明らかになった。回帰分析、女性の性的活動に重要と考えられる要因には、性的欲求、性的価値の評価、健康なパートナーが含まれるが男性の性的活動には高い性的自尊心、健康、活発な性的履歴が重要であった。この研究の両性別は、性的欲求を維持するために、健康、性的機能、積極的な性的自尊心、および性的に巧みなパートナーが必要であることを認識した。

## オリエンテーションと社会

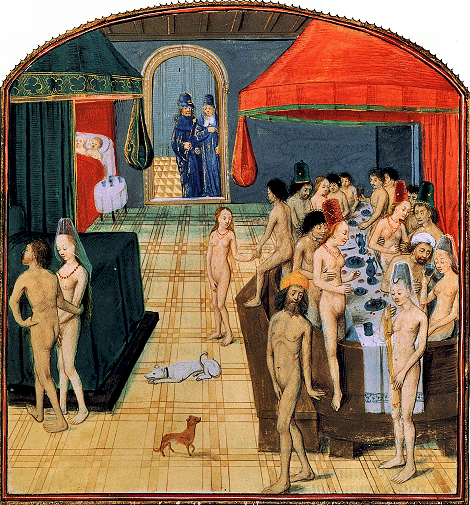
公衆浴場の売春宿のシーン1475

### 異性愛
異性愛は異性へのロマンチックなまたは性的魅力からで異性愛の性行為は、多くの場所で法律の対象となっている。宗教が社会政策に強い影響を与えている国を中心に、結婚法は人々が結婚内でのみ性交することを奨励する目的を果たしている。ソドミー法は同性の性的行為を妨げると見られていたが、異性の性的行為に影響を与える可能性もある。法律はまた成人が性的虐待を行うこと、同意年齢未満の人と性的行為を行うこと、公共の場で性的行為を行うこと、および金銭のための性的行為を行うことを禁止している。これらの法律は、同性と性の両方の性的活動を対象としているが、罰に関して異なる場合があり、同性の性的活動に従事する人により頻繁に（または排他的に）施行される場合がある。

### 同性愛

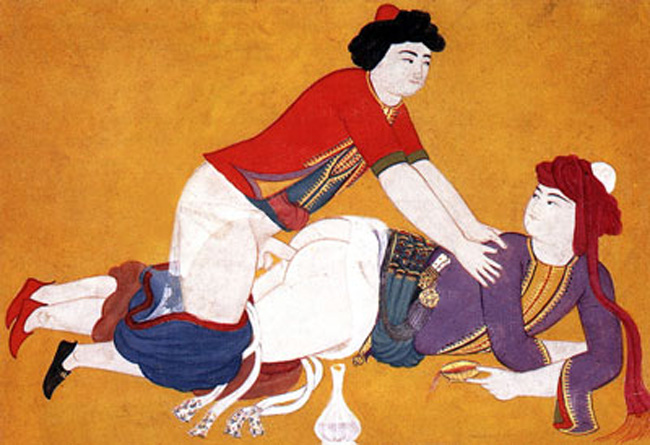
同性愛を描いた本「Sawaqub al-Manaquib」のオスマンミニチュア

同性愛は、同性に対するロマンチックまたは性的な魅力を認識しての行為で同性愛志向の人は、さまざまな方法で性を表現できているが、行動で表現する場合としない場合がある。研究によると、多くのゲイの男性とレズビアンは、コミットされた永続的な関係を望んでおり、それを成功させている。たとえば、調査データは、同性愛者の40％から60％、およびレズビアンの45％から80％が現在ロマンチックな関係に関与していることを示していた。
性的アイデンティティが主に異性愛者である人が、同性の人と性的行為を行うことは可能で、たとえば通常の異性愛者の10代の発達と見なされる可能性もあるオナニーの相互行為や異性のふり、ゲイやレズビアンの人々がしばしば呼んでいるクローゼットなどである。「クローゼット」で自分のセクシュアリティを隠している 「クローゼットケース」とは、性を隠す人々を指す用語であるがそのオリエンテーションを公開することは、自発的な開示の場合は「クローゼットから出てくる」、または被験者の希望に反して（または彼らの知識なしで）他者による開示の場合は「外出」と呼ばれている。一部のコミュニティ（「DL on Men」または「down-low」と呼ばれる）の間では、同性の性的行動は、単に肉体的快楽のみと見なされることがある。男性とセックスをする男性、および女性とセックスをする女性、または「ダウンロー」の男性は、異性との性的およびロマンチックな関係を継続しながら、同性のメンバーと性行為を行うことができている。
同性の性的行為のみに至る人は、同性愛者であると特定することはできない。性別環境では、個人は自分の性別（状況同性愛として知られている）との関係を求める場合があり、他の場合では 性的アイデンティティを定義する前に、同じ（または異なる）性的性行為で自分の性を実験または調査する人もいる。ステレオタイプといった一般的な誤解もあって同性愛パートナー間の行為を伴うものを除くが、同性愛性行動にしか見られない性行為の形態に、貝合わせ（一般には陰部と外陰部。commonly known by its "scissoring" position）と兜合わせ（一般には陰茎と陰茎）がある。

### バイセクシュアリティとパンセクシュアリティ
両方の性にロマンチックな、または性的な魅力を持っている人は、両性愛者と呼ばれ、一方の性別/性別が他方よりもはっきりしているが排他的ではない者は、自分自身をバイセクシュアルとして認識することもある。ゲイやレズビアンの個人のように、異性愛者のふりをするバイセクシュアルの人々も、しばしばクローゼットと呼ばれる。

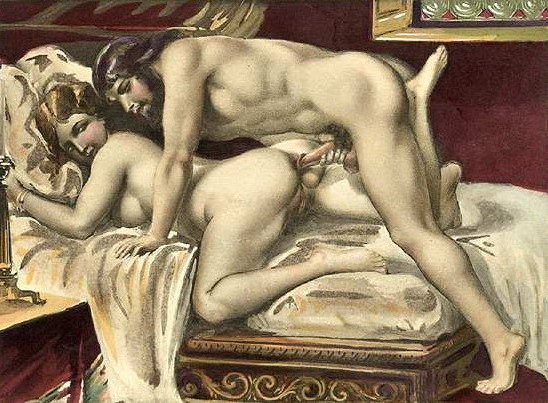

パンセクシュアリティ（オムニセクシュアリティとも呼ばれる）は、バイセクシュアル性に包含される場合とされない場合があり、バイセクシュアル性はすべての性同一性に対する性的またはロマンチックな魅力を含むと述べられ、パンセクシュアリティは、性同一性や生物学的性別に関係なく美的魅力、ロマンチックな愛または人々に対する性的欲求の可能性によって特徴付けられている。一部のパンセクシュアルは、性別を問わないことを示唆しており、性別や性別が他人に性的に引き付けられるかどうかを決定する際に重要ではない、または無関係。オックスフォード英語辞典で定義されているように、パンセクシュアリティは「あらゆる種類のセクシュアリティを包含します。性別や実践に関して性的選択を制限または禁止しません」。

## その他の社会的側面

### 一般的な態度
アレックス・コンフォート他は、人間の性交の3つの潜在的な社会的側面を提案している。 20世紀半ばから後半にかけて避妊薬やその他の非常に効果的な避妊薬の開発により、これら3つの機能を分離する人々の能力が向上した。例：受胎可能なカップルは、避妊を使用して性的快楽（レクリエーション）を体験すると同時に、感情的な親密さ（関係）の手段として性交を行い、絆を深め、関係をより安定させ、将来の子どもを支える能力を高めている（生殖の遅延）。この同じカップルは、異なる場面で性交の異なる側面を強調し、性交の1つのエピソード中に遊び心があり（レクリエーション）、別の機会に深い感情的なつながりを経験し（リレーショナル）、後に避妊を中断した後、妊娠を達成しようとする（生殖、またはより可能性の高い生殖とリレーショナル）。

### 宗教と倫理

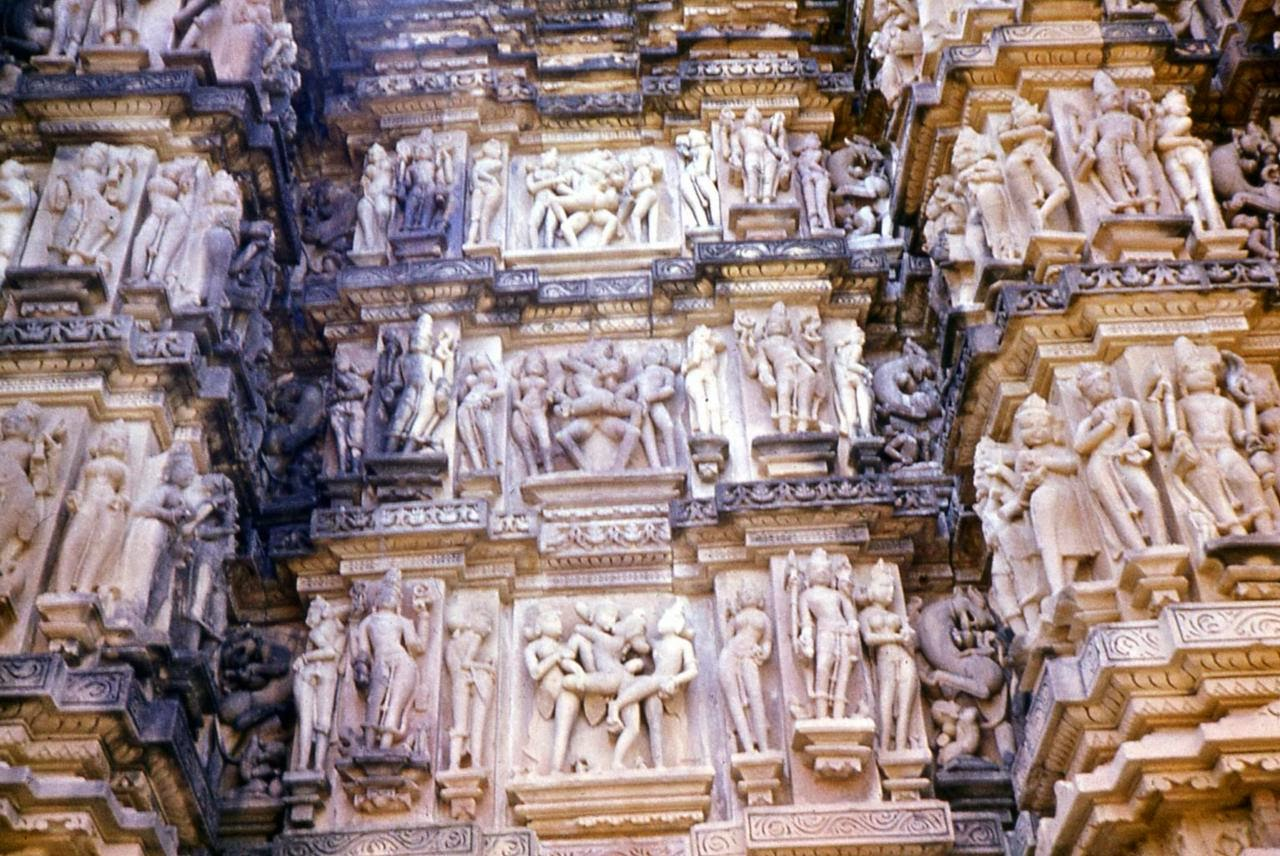
カジュラホの記念碑群の主なヒンズー教の寺院の官能的な彫刻

世界の宗教は、社会や人間の相互作用における人々の性的欲求から生じる道徳的な問題に対処しようとしている。各主要宗教は、セクシュアリティ、道徳、倫理などの問題をカバーする道徳規範を開発した。これらの道徳規範は、セクシュアリティの問題に直接対処していないが、性的関心を引き起こし、人々の性的活動や慣行に影響を与える可能性のある状況を規制しようとしている。しかし、宗教教育の効果は時々制限されており、例えば宗教は婚外の性的関係を否定しているが、常に広く実践されている。それにもかかわらず、これらの宗教的規範は、服装、行動、言論などの謙虚さの問題に対する人々の態度に常に強い影響を与えてきた。
他方、一部の人々は、喜びは性行為に対するそれ自身の正当化であるという見解を採用している。快楽主義は快楽が唯一の本質的な善だと主張する思考の流派である。
人間が行う他の多くの種類の活動と同様に、人間の性的活動は一般に、文化的に特定され、大きく異なる社会的ルールの影響を受ける。これらの社会的ルールは、性的道徳（社会のルールによってできることとできないこと）および性的規範（期待されることと期待されないこと）と呼ばれる。
性的倫理、道徳、規範は、詐欺/誠実さ、合法性、忠実性、同意などの問題に関連している。一部の地域では性犯罪として知られる一部の活動は、同意する成人と有能な成人の間（またはソドミー法や成人との近親相姦など）で行われる活動を含む一部の法域では違法である。
パートナーから一夫多妻の活動（おそらくは性的指向の反対）を隠したい一部の人々は個人的な連絡先、オンラインチャットルームまたは、特定のメディアでの広告を通じて、他の人との同意の性的活動を求める場合がある。
一方、スイングは、レクリエーションまたは社会的活動として、他者との性的活動に従事する献身的な関係の独身者またはパートナーを伴っている。スイングの人気の高まりは、1960年代の性的革命中の性的活動の急増に起因するとみている者もいる。
一部の者は商取引としてさまざまな性的活動に従事している。これが、お金や価値のあるものと引き換えに他の人とセックスをしたり、特定の実際の性的行為を行うことを伴う場合、それは売春と呼ばれる。アダルト業界その他の側面にはテレフォンセックスオペレーター、ストリップクラブ、ポルノなどもある。

### 性別の役割とセクシュアリティの表現
社会的性別の役割は、特定の事件に対する個人やコミュニティの反応だけでなく、性的行動にも影響を与える可能性がある。世界保健機関は、「性的暴力は、男性の性的資格に対する信念が強く、性別の役割がより厳しく、他のタイプの暴力の発生率が高い国でも発生する可能性が高い」と述べている。 家族の名誉と女性の貞操の概念が非常に強い社会など一部の社会では名誉殺人や女性器切除などの慣行を通じて、女性の性の暴力的な支配を実践する場合もある。
男女共同参画と性的表現の関係が認識されており、人口と開発に関する国連国際行動計画で述べられているように、性とリプロダクティブ・ヘルスを達成するために男女間の公平性の促進が重要である。

## ビヂエスエム緊縛

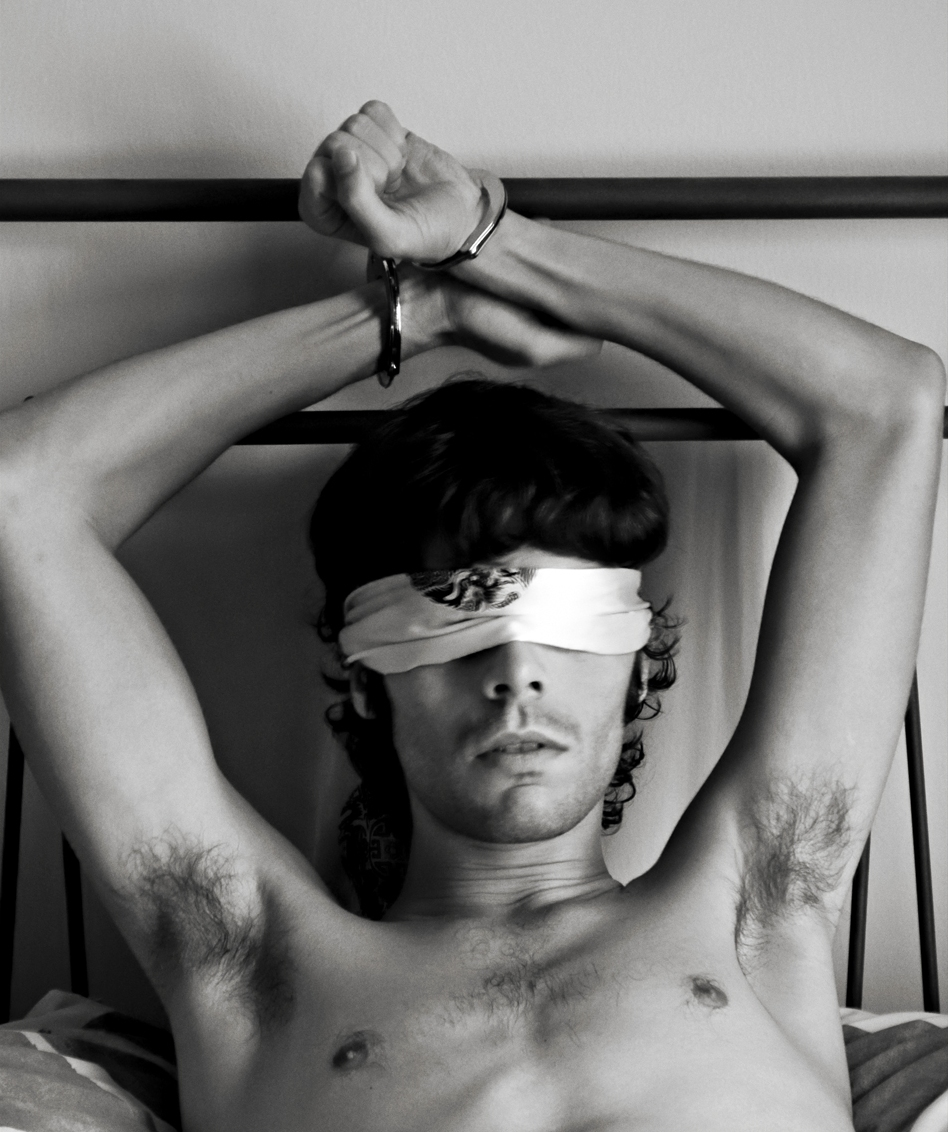
ベッドに手錠をかけられ、目隠しをされた男

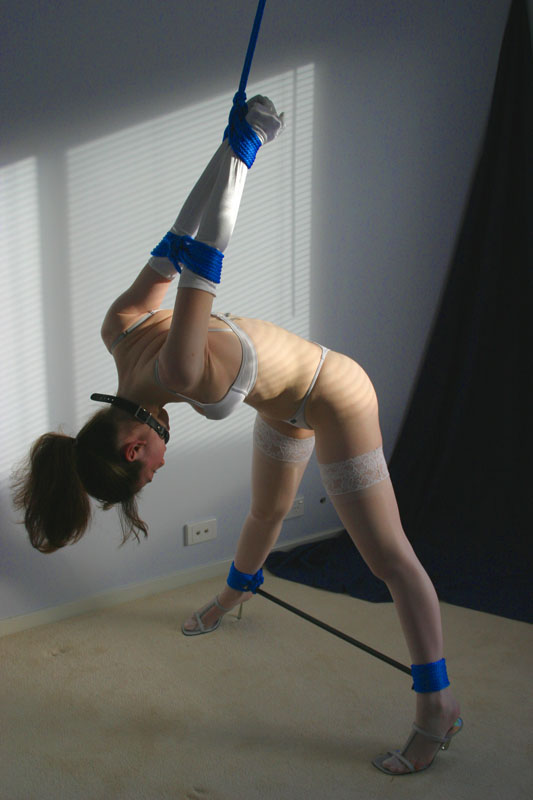
ロープとスプレッダーバーを備えたストラッパド。

BDSMは、緊縛、支配と服従、サドマゾヒズムおよびその他の対人関係のダイナミクスを含む、さまざまなエロティックな慣習またはロールプレイングであるがBDSMを実践していると自分自身を考えていない人々が従事している可能性のある幅広いプラクティスを考えると、BDSMコミュニティまたはサブカルチャーへの参加は通常、自己識別と経験の共有に依存している。BDSMコミュニティは、一般的に、コミュニティと同一視する規範的ではない人を歓迎しこれには女装や極度の身体改造愛好家、動物プレイヤー、ラテックスまたはゴムフェチなどが含まれている。
BDSMの一形態であるB / Dは、束縛と規律で、ボンデージには身体または心の拘束が含まれ、D / Sは「支配的で従順」を意味する。支配的とは、コントロールを放棄したい人をコントロールする人で従順とは、コントロールを取りたい人にコントロールを放棄する人であり、S / M（サディズムとマゾヒズム）は、他人の屈辱や痛みに喜びを感じる個人を意味する。マゾヒズムとは、自分の痛みや屈辱から喜びを感じる個人のこと。
一般的にカップルが従う通常の「パワーニュートラル」関係やプレイスタイルとは異なり、BDSMコンテキスト内のアクティビティと関係は多くの場合、参加者が補完的ではあるが不平等な役割を引き受けることによって特徴付けられており、したがって両方のパートナーのインフォームドコンセントのアイデアが不可欠になる。パートナーに対して性的優位を発揮する参加者はドミナントまたはトップとして知られており、受動的、受信、または従順な役割を担う参加者は従順またはボトムとして知られている。

2015年の調査で、インタビューされたBDSM参加者は、活動がパートナー間のより高いレベルのつながり、親密さ、信頼、およびコミュニケーションを作成するのに役立ったと述べている。この研究は、支配者と従順者が互いの喜びをコントロールし、ニーズを満たすことを示唆している。参加者は、できる限りパートナーを喜ばせることを楽しんでいると発言しており、調査対象者の多くは、これがBDSMの最高のものの1つであると感じている。これは一般的に彼らの支配者のために物事をすることへの従順な喜びを与え、支配者が服従についての出会いを、また服従が幸せにすることを楽しんでいるのである。調査結果は、調査された従順な人と支配的な人がBDSMがより楽しくて楽しいと思うことを示している。参加者の研究はまた、個人的な成長、ロマンティックな関係、コミュニティと自己の感覚、支配者の自信の改善、そして彼らに心理的解放を与えることによる日常的な事柄への対処について言及している。

## 法的問題
性行為を禁止する、または何らかの形で影響を与える多くの法律と社会慣習がある。これらの法律と慣習は国によって異なり、時間とともに変化している。例えば、他の多くの人に加えて、非同意の性交、結婚以外の性交、公共の場での性行為の禁止を対象としており、これらの制限の多くは議論の余地はないが、一部は公開討論の対象となっている。
一般社会は誰かに性的行為をさせたり、同意しない人と性的行為をさせたりすることは重大な犯罪であると考えている。これは性的暴行と呼ばれ、性的挿入が発生した場合はレイプと呼ばれ、最も深刻な性的暴行である。この区別の詳細は、法域によって異なる場合がある。また、性的問題において効果的な同意を構成するものは文化によって異なり、頻繁に議論されている。人はセックスをすることに同意できる最低年齢（規制する法律同意の年齢があるとして）やしばしば議論の対象となっている思春期の性的行動も、一部の社会では強制的な結婚があり、同意が必要ない場合がある。

### 同性への法律
多くの地域には、同性の性行為を制限または禁止する法律がある。

### 婚外セックス
他の研究では、アメリカの青少年が結婚以外で持つ性に関する態度の変化を分析しており、被疑者の青年は自らの健康、社会、および感情的な幸福に関連して、オーラルおよび膣の性についてどのように感じたかを尋ねられると全体として10代の若者はオーラルセックスは人口統計学の中でより社会的にポジティブであると見なされており、結果は、ティーンエイジャーはデートや非デートでの若者のオーラルセックスは、性交セックスよりも全体的な価値や信念に対する脅威が少ないという見解傾向を示す。尋ねられたとき、研究に参加したティーンエイジャーは、オーラルセックスは同性愛者にとっても許容可能であり、性交セックスよりも個人的な価値があると捉えていた。

### 性行為の最低年齢（同意の年齢）
各管轄区域の法律で、若者が性的活動に従事することを許可される最低年齢を定めている。この同意年齢は通常14〜18歳であるが、多くの管轄区域では、同意の年齢は人の精神的または機能的年齢であり結果として、一定年齢以上の同意者でも精神的に未熟であるということで法的に同意できないと考えられる。多くの司法管轄では、子どもが関与している成人による性的行為は子どもの性的虐待とみなしている。
同意年齢は、性行為の種類、性別、または信頼ある地位の濫用などの他の制限によって異なる。一部の司法管轄区では、お互いに性的行為を行っている若い人たちにも手当を支給している。

### 近親相姦の関係
ほとんどの法域では、特定の近親者間の性的行為が禁止されている。これらの法律は国によってある程度異なる。そのような行為は近親相姦と呼ばれる。

### 性的虐待
合意のない性行為や、望まない人に性行為を見せつけることは、性的虐待の一形態であり、多くの国では痴漢、電話スカトフィリア（わいせつ電話）、強制猥褻や覗き見などの特定の非合意的パラフィリアと同様に、性的虐待のひとつの形態であるとみなされている。

### 売春とサバイバルセックス
人々は、時々お金や他のリソースへのアクセスとセックスを交換します。さまざまな状況下で作業が行われます。性的サービスの支払いを受ける人は売春婦と呼ばれ、そのようなサービスを受ける人は「ジョン」を含む（そして最も一般的には）多くの用語で知られています。売春は性産業の分岐の1つです。売春の法的地位は、国ごとに異なり、罰せられる犯罪から規制された職業までさまざまです。推定では、世界の売春業界から生み出される年間収益は100ドルを超えるとされています。  10億。売春は「世界最古の職業」と呼ばれることもあります。
サバイバルセックスとは通常、ホームレスまたは不利な立場にある人々が食べ物、寝る場所、またはその他の基本的なニーズまたは薬物とセックスを交換するときに、困っている人々が行う売春の一形態。この用語は 性交と貧困を追う研究者および援助労働者によって使用されている 。